# To Shiver the Sky
Задрхтати небо је трећи студио албум америчког композитора Кристофера Тина. Као и претходна два, представља класични кросовер албум, мешајући језике света са класичном оркестарском музиком. Тема албума је људска историја лета. Композиције дочаравају ову тему и представљају причу од Леонардо да Винчијевих идеја летеће машине до Џон Ф Кенедијевог говора о одласку на Месец.
Прва песма албума "Sogno di Volare" (Сан лета) је главна тема за видео игру Цивилизација 6. Ово је други пут да Кристофер Тинова композиција игра улогу главне музичке теме овог серијала игара, песма "Baba Yetu" албума Позивајући све зоре је била главна тема Цивилизације 4.

## Композиције
| №   | Назив                                                    | Језик       | Трајање |  |
| 1.  | "Sogno di Volare" (Сан лета)                             | Италијански | 3:51    |  |
| 2.  | "The Heavenly Kingdom" (Рајско царство)                  | Латински    | 2:05    |  |
| 3.  | "Daedalus and Icarus" (Дедал и Икар)                     | Латински    | 5:14    |  |
| 4.  | "The Fall" (Пад)                                         | Италијански | 4:53    |  |
| 5.  | "Astronomy" (Астрономија)                                | Пољски      | 7:06    |  |
| 6.  | "To the Stars" (До звезда)                               | Француски   | 4:18    |  |
| 7.  | "Oh, the Humanity" (О, хуманост)                         | Немачки     | 4:42    |  |
| 8.  | "Courage" (Храброст)                                     | Енглески    | 4:42    |  |
| 9.  | "Become Death" (Постани смрт)                            | Санскрит    | 2:57    |  |
| 10. | "The Power of the Spirit" (Моћ људског духа)             | Руски       | 2:36    |  |
| 11. | "We Choose to Go to the Moon" (Бирамо да идемо на Месец) | Енглески    | 10:19   |  |

## Топ листе
Албум Задрхтати небо провео је прве две недеље на листи Билбордових најбољих класичних кросовер албума, где је при врхунцу био на првоме месту 5. септембра 2020. године. Исте недеље достигао је шесто место на листи најболљих класичних албума и 80. место по продаји. Провео је и трећу недељу на истој листи у првој недељи октобра.
| Листа                                                 | Највиши положај |
| ----------------------------------------------------- | --------------- |
| Најбољи амерички класични кросовер албуми ( Билборд ) | 1               |
| Најбољи амерички класични албуми ( Билборд )          | 6               |
| Америчка тренутна продаја албума ( Билборд )          | 80              |